# Johann von Helferich
Johann Alfons Renatus von Helferich (født 5. november 1817 i Neuchâtel, Schweiz, død 8. juni 1892 i München) var en tysk nationaløkonom.
Helferich blev 1844 ekstraordinær og 1847 ordentlig professor ved universitetet i Freiburg im Breisgau, hvorfra han 1849 blev forflyttet til Tübingen, 1860 til Göttingen og 1869 til München. Han var medudgiver af Tübinger Zeitschrift für die gesammte Staatswissenschaft og publicerede i dette tidsskrift en række klassiske arbejder, navnlig over den østrigske valuta siden 1848, över haglskadeforsikringsvæsenet og over reformen af de direkte skatter i Bayern.